# Боаси о Каје
Боаси о Каје (фр. Boissy-aux-Cailles) насеље је и општина у Француској у региону Париски регион, у департману Сена и Марна која припада префектури Фонтенбло.
По подацима из 2011. године у општини је живело 311 становника, а густина насељености је износила 16 становника/km². Општина се простире на површини од 16,10 km². Налази се на средњој надморској висини од 110 метара (максималној 123 m, а минималној 71 m).

## Демографија
| 1962. | 1968. | 1975. | 1982. | 1990. | 1999. | 2011. |
| ----- | ----- | ----- | ----- | ----- | ----- | ----- |
| 211   | 187   | 160   | 180   | 280   | 271   | 311   |

График промене броја становника у току последњих година